# Xenia Goodwin

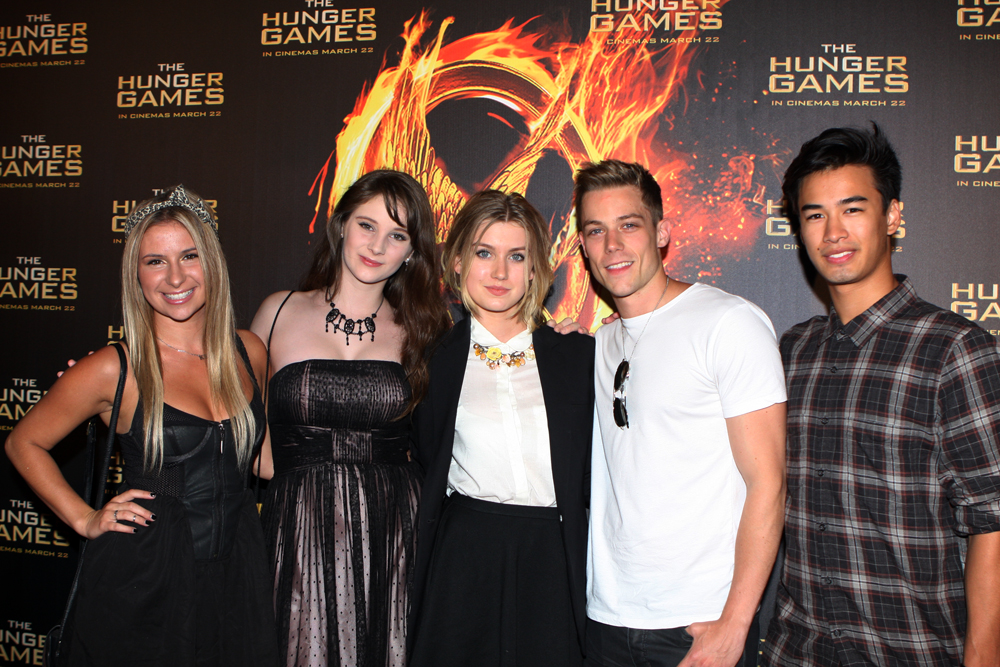
Xenia Goodwin na premiéře Hunger Games (druhá vlevo)

Xenia Goodwin (* 7. února 1994 Sydney) je australská herečka a tanečnice.
U nás je známá především díky roli Tary Websterové, studentky tance, z australského seriálu Taneční akademie, která byla jejím prvním hereckým počinem. Byla hlavní postavou v seriálu. Také účinkovala jako host v seriálu The Jesters. Studovala obor tanec na Tanya Pearson Classical Coaching Academy a Valerie Jenkins Academy of Ballet.

## Filmografie
| Rok       | Název                    | Role            | Poznámky                 |
| --------- | ------------------------ | --------------- | ------------------------ |
| 2010–2013 | Taneční akademie         | Tara Webster    | Hlavní role (65 epizod)  |
| 2011      | The Jesters              | Bec             | Epizoda: "The Fallout"   |
| 2014      | Blue Zoo                 | vypravěč        |                          |
| 2014      | You Cut, I Choose        | Rosey           | krátký film; hlavní role |
| 2015      | Winter                   | Natalie Higgins | Epizoda: "Skeletons"     |
| 2017      | The Bard                 | Jane            | krátký film; hlavní role |
| 2017      | Dance Academy: The Movie | Tara Webster    | Hlavní role              |
| 2017      | Man in the White Gloves  | Nancy           | krátký film; hlavní role |